# Trčkovský palác
Trčkovský palác, dříve zvaný také Trauttmansdorffský dům, je měšťanský dům v Praze 1 na Hradčanech. Tvoří spodní stranu Pohořelce u ústí Loretánské ulice a Úvozu. Od roku 1964 je chráněn jako kulturní památka.

## Historie a popis
Rozlehlý čtyřkřídlý objekt, označovaný někdy i jako palác, byl postaven na lichoběžníkové parcele u spodní, východní části Pohořelce, mezi ulicemi Úvoz (na jižní straně) a Loretánskou (na severní straně). Uvnitř objektu je dvůr, díky kterému se kdysi místo nazývalo i „u Širokého dvora“.
Jedná se o pozdně renesanční stavbu vzniklou v letech 1622–1625, kdy byli majiteli Trčkové z Lípy, a upravenou v raném baroku (1660–1663), kdy byla majetkem Trauttmansdorffů. Dům si v podstatě uchoval svoji původní renesanční dispozici a ve zdivu jsou dochovány i pozůstatky někdejší gotické hradební zdi.
Hlavní průčelí má jednopatrovou čtyřosou fasádu, střední dvouosá část je zakončena štítem s trojúhelným frontonem a s volutami po stranách. Kamenný portál v přízemí uprostřed je bosovaný, po stranách jsou dva kamenné krámcové portálky.
Boční fasáda do Loretánské ulice je jednopatrová s 16 osami, z podkroví vystupují čtyři štítové nástavce. V přízemí je podloubí s osmi nestejně širokými oblouky. Boční fasáda do ulice Úvoz je u Pohořelce dvoupatrová, v nižší části ulice třípatrová, se čtrnácti osami a dvěma polygonálními arkýři. V přízemí je vchod do domu s obdélným kamenným ostěním.
V letech 1885–1886 v domě bydlel Mikoláš Aleš. Podle zprávy z roku 1928 se v domě nacházel „asyl Filantropické družiny“.

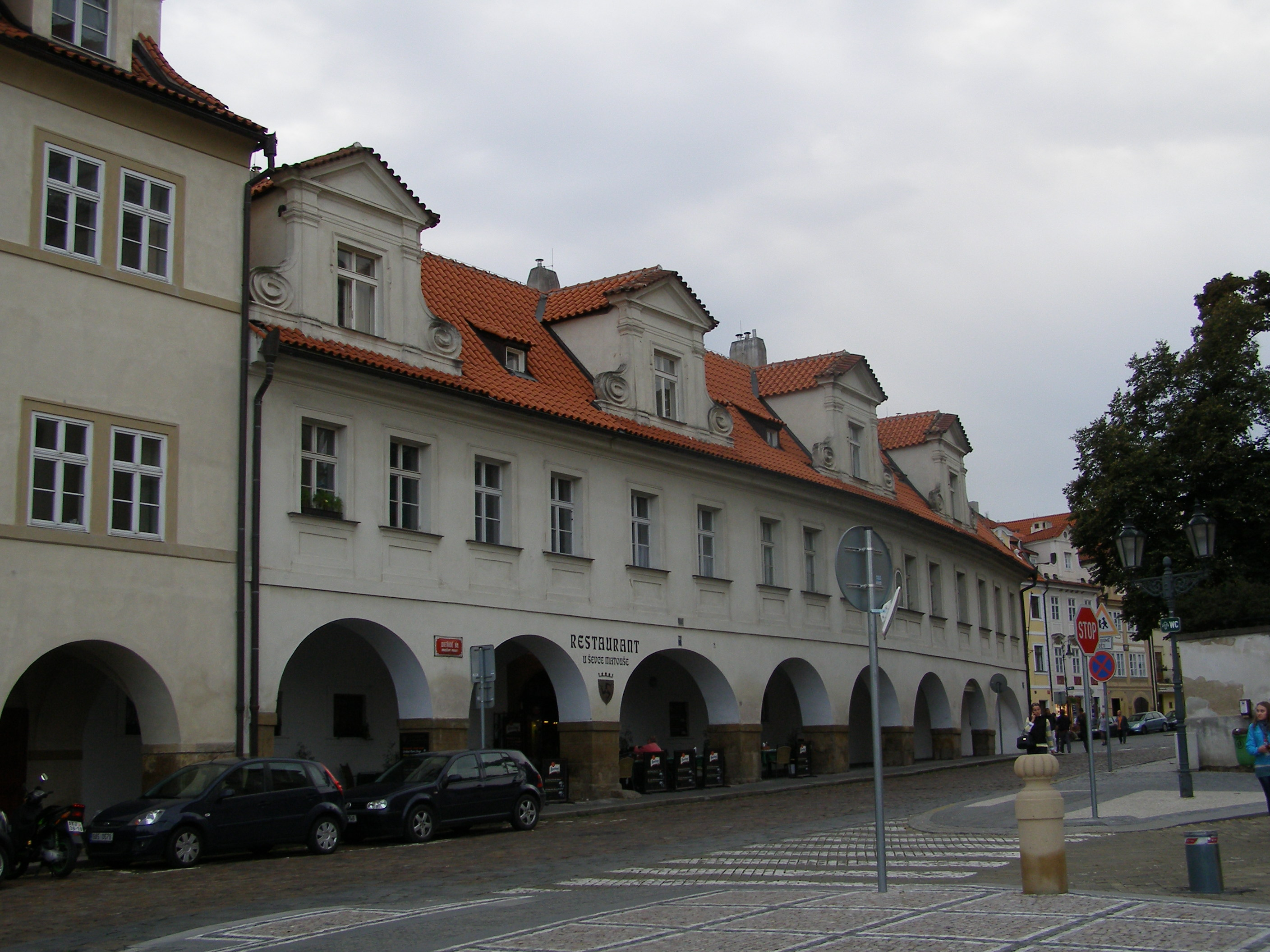
Pohled od Loretánského náměstí